# NGC 4309
NGC 4309 este o galaxie lenticulară situată în constelația Fecioara. A fost descoperită în 1881 de către Christian Heinrich Friedrich Peters. Se află la o distanță de 19,31 megaparseci de Pământ.